# Marquesado del Maestrazgo
El título nobiliario de marqués del Maestrazgo fue otorgado por la reina Isabel II de España el 8 de julio de 1849 a Juan de Villalonga y Escalada, teniente general de los Ejércitos.

## Marqueses del Maestrazgo
|                        | Titular                            | Periodo                |
| Creación por Isabel II | Creación por Isabel II             | Creación por Isabel II |
| ---------------------- | ---------------------------------- | ---------------------- |
| I                      | Juan de Villalonga y Escalada      | 1849-1880              |
| II                     | Priamo de Villalonga y Soler       | 1880-                  |
| III                    | Juan de Villalonga y Tortoval      | 1923-1957              |
| IV                     | Carlos de Villalonga y Taltavull   | 1957-1996              |
| V                      | Mª del Carmen de Villalonga y Sala | actual titular         |